# Шварцман, Ошер Маркович
О́шер (Ашер) Ма́ркович Шва́рцман (идиш אשר שוואַרצמאַן‎; 6 [18] октября 1889, с. Вильня — август 1919, станция Полицы) — еврейский поэт и переводчик, писавший на идише. Переводил на идиш с польского языка. Участник Первой мировой войны — унтер-офицер; погиб на поле боя в Гражданскую войну. Двоюродный брат Давида Гофштейна.

## Биография
Ошер родился в селе Вильня в религиозной семье приказчика-лесопромышленника Меира Шварцмана. Учился в хедере. В 1896 году переехал в село Новинка (близ Киева). Был близко знаком с Х. Н. Бяликом. В 1904 году О. Шварцман учил детей живших в селе русской грамоте. С 1905 года жил в Киеве.
Работал в бундовской газете «Фолкс-цайтунг», для которой писал стихи на идише, делал переводы с польского. В 1911 году Ошер Шварцман был призван в армию, и служил в кавалерийской части расположенной в местечке Калиш. Во время Первой мировой войны был награждён двумя Георгиевскими крестами.
С 1918 года пошёл добровольцем в Красную Армию. Во время Гражданской войны был командиром взвода конной разведки 1-го Богунского полка 44-й дивизии и погиб на поле боя. Воевал в Богунском полку, которым одно время командовал Николай Щорс (Ошер погиб в один и тот же месяц с ним).
Похоронен в братской могиле (возле села Рафаловка).

## Творчество
При жизни поэта не было выпущено ни одной его книги.

### Стихи
- «Косарь» (1908);
- «Корчма», «Луч солнца волну целовал дотемна» (1909);
- «Ты красивый и гордый» (1912);
- «Юность», «Мотивы войны» (1917);
- «Видение» (1918);
- «В стране человеческой скорби» (1919);
- «Мой брат» (1919);
- «Седая мать-ночь» (1919).

### Публикации О. Шварцмана

#### На идише
- «Але лидер» («Все стихотворения»). — Киев, «Култур-лиге», 1923.
- «Лидер ун брив» («Стихи и письма»). — Киев, 1935.
- «Але лидер» («Все стихотворения». — Киев, 1938.
- «Але лидер». — М., 1944.
- «Але лидер ун брив» («Все стихи и письма»). — М., 1961.

#### На украинском языке
- «Поэзии». — Киев, 1938.

#### На русском языке
- Стихотворения / Пер. с евр. А. Штейнберга; Предисл. Ш. Эпштейна; [Илл.: А. Усачёв]. — М.: Гослитиздат, 1941. — 84 с.: илл. — 10 000 экз.
- Стихотворения / Пер. с евр.; Под ред. и с предисл. А. Вергелиса. — М.: Сов. писатель, 1960. — 86 с.: 1 л. портр.
- Стихи / Пер. с евр.; [Предисл. П. Усенко]. — М.: Худ. лит., 1968. — 103 с.: 1 л. портр.
- Самое заветное : Песни, стихи и поэмы разных лет. — М., 1976.

### Исследования о нём
- Эпштейн Ш. «Ошер Шварцман. Монографие» (идиш). — Харьков, 1929.
- Ременик Х. «Ошер Шварцман ун ди идише дихтунг» («А. Шварцман и еврейская поэзия») // журнал «Штерн». — № 10. — 1939.

## Память
- В честь 70-летия со дня гибели Ошера Шварцмана в республиканском Доме литераторов в Киеве прошёл памятный вечер, который был организован редакцией журнала «Советиш Геймланд» и Союзом писателей Украины[6].
- Имя Ошера Шварцмана носят Республиканская еврейская библиотека в Кишинёве и Еврейская библиотека в Киеве (первая государственная библиотека в СССР послевоенного периода, открыта 28 декабря 1989 года, на улице Полины Осипенко, 4/13).